# Fritz Sattler
Fritz Sattler (* 1. Juni 1896 in Suhl; † 1. November 1964 ebenda) war ein deutscher KPD- und SED-Funktionär und Verleger. Er war Bezirksratsvorsitzender im Bezirk Suhl.

## Leben
Als Sohn eines Graveurs und eines Dienstmädchens absolvierte Sattler nach der Volksschule eine Lehre als Verwaltungsangestellter und war danach mit Unterbrechungen als Verwaltungsgehilfe beim Magistrat der Stadt Suhl tätig. Im August 1919 wurde Sattler Mitglied der USPD und ab 1920 Mitglied der KPD. Ab Januar 1921 übernahm er die Leitung der Druckerei und des Verlages „Volkswille“. Nach der Abspaltung des Leninbundes 1928 gründete er den Verlag „Arbeiterwille“ in Suhl, wurde 1929 Leiter des Thüringer „Volksverlages Gotha“, am 1. August 1930 Leiter des KPD-Verlages Tribüne in Magdeburg und vom 8. Juni 1932 bis März 1933 Leiter des KPD-Verlages „Kämpfer“ in Chemnitz. Nach dem Verbot der Zeitung arbeitslos, wurde Sattler im Juni/Juli 1933 in Haft genommen. Von 1934 bis 1935 war er als politischer Leiter des KPD-Bezirks Chemnitz illegal tätig. Am 16. April 1935 wurde er verhaftet und am 18. Oktober 1935 durch den Volksgerichtshof in Berlin zu sieben Jahren Zuchthaus in Waldheim verurteilt, im April 1942 ins KZ Sachsenhausen verlegt.

## Karriere in der DDR
Nach der Befreiung wurde Fritz Sattler wieder politisch aktiv und in der Verwaltung eingesetzt. Vom 1. August 1945 bis zum 18. September 1946 war er 2. Bürgermeister der Stadt Suhl, wurde vom 19. September 1946 bis 25. November 1946 Kommissarischer Landrat des Landkreises Eichsfeld in Heiligenstadt und am 26. November 1946 bis 31. Dezember 1947 erneut als 2. Bürgermeister der Stadt Suhl eingesetzt. 1948 war er Bürgermeister der Stadt Zella-Mehlis. Er war von 1946 bis 1950 Abgeordneter des Thüringer Landtags, wurde Hauptabteilungsleiter im Thüringer Finanzministerium in Weimar, später in Erfurt. Auf Beschluss des Politbüros wurde er 1952 bei der Einführung der Bezirke in der DDR zum Vorsitzenden des Rates des Bezirkes für den neugebildeten Bezirk Suhl bestimmt und blieb bis 1958 auf dieser Stelle. Wegen „ungenügend kämpferischen und nicht straffen Führungsstils gegenüber den Ratsmitgliedern und anderen Mitarbeitern“ und aus gesundheitlichen Gründen wurde er im November 1958 abgelöst und im Dezember 1958 zum Ehrenbürger der Stadt Suhl ernannt. Von 1952 bis 1964 war er Abgeordneter des Bezirkstages Suhl und auch Mitglied der Bezirksleitung Suhl der SED. Zudem war Sattler von 1959 bis 1964 Vorsitzender der Bezirkskommission Suhl zur Erforschung der Geschichte der örtlichen Arbeiterbewegung.

## Auszeichnungen und Ehrungen
- 6. Mai 1955 Vaterländischer Verdienstorden in Silber
- Namenspate für die LPG „Fritz Sattler“ in Rohr[3]
- Namenspate für das FDGB Erholungsheim „Fritz Sattler“ in Fehrenbach
- Ausstellung 2006: Fritz Sattler Ein Suhler Kommunist, Poet und Politiker

## Schriften
- Was mich bewegte … ,[Gedichte], Weimar [Bernhardstr. 2a], Thüringer Volksverlag, 1946